# Achtuba (miejscowość)
Achtuba (ros. Ахтуба) – wieś (sieło) w Rosji, w obwodzie saratowskim, w rejonie kalinińskim. W 2010 liczyła 639 mieszkańców.